# O Espírito da Paz
O Espírito da Paz è il terzo album in studio del gruppo Madredeus, pubblicato nel 1994.

## Tracce
1. Minuete (Strumentale) – 1:44
2. Allegro (Strumentale) – 2:32
3. Destino – 5:23
4. Silêncio – 2:03
5. Os Senhores da Guerra – 4:41
6. Pregão – 4:10
7. O Mar – 5:39
8. Os Moínhos – 4:27
9. Sentimento – 3:37
10. Culpa – 3:13
11. Amargura – 3:06
12. As Cores Do Sol – 3:44
13. Ao Longe O Mar – 3:46
14. Vem – 3:10
15. Ajuda – 5:10